# Österreichische Donaukraftwerke
L’Österreichische Donaukraftwerke AG ou la Donaukraft était une société autrichienne dont l'objet consistait à construire et à exploiter des centrales hydroélectriques sur le Danube. Fondée en 1947, elle est absorbée en 1999 par Verbund.

## Histoire
Dans le cadre de la nationalisation, elle est fondée en 1947 en tant que société spéciale de l'Österreichische Elektrizitätswirtschafts-Aktiengesellschaft, qui, avec une participation de plus de 95%, en était également l'actionnaire principal.
L'objectif était la planification et la construction d'une chaîne continue de centrales électriques entre la frontière germano-autrichienne et la frontière austro-hongroise afin de garantir la pleine utilisation de l'énergie hydroélectrique du Danube.
La société était le plus grand producteur d’électricité en Autriche. En 1999, la Donaukraft devient la filiale VERBUND-Austrian Hydro Power AG et fusionne avec plusieurs autres producteurs d’électricité. L'actionnaire majoritaire est toujours l'Österreichische Elektrizitätswirtschafts-Aktiengesellschaft (groupe VERBUND).
Au total, dix centrales hydroélectriques au fil de l'eau sont construites. Deux n'ont pas été construits en raison de manifestations publiques massives : sur la Wachau près de Rossatz-Arnsdorf et à Hainburg qui eût été la plus grande avec 531 MW.

## Centrales électriques sur le Danube en Autriche
| Kilomètre | Centrale              | Land        | Puissance en MW | Capacité standard en GWh/an | Coefficient d'utilisation | Volume d'eau de décharge en m³/s | Hauteur de chute (m) | Longueur de réservoir en km | Achèvement |
| --------- | --------------------- | ----------- | --------------- | --------------------------- | ------------------------- | -------------------------------- | -------------------- | --------------------------- | ---------- |
| 2203,3    | Jochenstein           | OÖ, Bavière | 132,0           | 850,0                       | 73 %                      | 2050                             | 9,78                 | 27,0                        | 1956       |
| 2162,7    | Aschach               | OÖ          | 324,0           | 1662,0                      | 64 %                      | 2480                             | 15,3                 | 40,0                        | 1964       |
| 2146,1    | Ottensheim-Wilhering  | OÖ          | 179,0           | 1134,9                      | 72 %                      | 2250                             | 10,5                 | 16,0                        | 1974       |
| 2119,5    | Abwinden-Asten        | OÖ          | 168,0           | 995,7                       | 68 %                      | 2475                             | 9,3                  | 27,0                        | 1979       |
| 2094,5    | Wallsee-Mitterkirchen | NÖ/OÖ       | 210,0           | 1318,8                      | 72 %                      | 2700                             | 10,8                 | 25,0                        | 1968       |
| 2060,4    | Ybbs-Persenbeug       | NÖ          | 236,5           | 1335,9                      | 64 %                      | 2650                             | 10,9                 | 34,0                        | 1959       |
| 2038,2    | Melk                  | NÖ          | 187,0           | 1221,6                      | 75 %                      | 2700                             | 9,6                  | 22,5                        | 1982       |
| 1980,5    | Altenwörth            | NÖ          | 328,0           | 1967,6                      | 68 %                      | 2700                             | 15                   | 30,0                        | 1976       |
| 1949,2    | Greifenstein          | NÖ          | 293,0           | 1717,3                      | 67 %                      | 3150                             | 12,6                 | 31,0                        | 1985       |
| 1932,8    | Nußdorf               | Vienne      | 4,5             | 24,6                        | 62 %                      | -                                | -                    | -                           | 2005       |
| 1921,1    | Freudenau             | Vienne      | 172,0           | 1052,0                      | 70 %                      | 3000                             | 8,6                  | 28,0                        | 1998       |

La centrale hydroélectrique de Jochenstein appartient à la Donaukraftwerk Jochenstein AG et est exploité par la société Grenzkraftwerke.
La petite centrale électrique de Nussdorf est située au niveau du déversoir du canal du Danube et est exploitée par sa propre société d'exploitation (AHP, Wien Energie, EVN).
Globalement, les centrales du Danube génèrent 13 200 GWh par an, soit environ 20% de la production publique d'électricité en Autriche.
Les barrages sont principalement utilisés pour traverser le Danube.